# 피자 (2000년 영화)
피자(Fiza)는 인도에서 제작된 카리드 모하메드 감독의 2000년 범죄 스릴러 영화이다. 자야 바두리 등이 주연으로 출연하였고 프라딥 구아 등이 제작에 참여하였다.

## 출연

### 주연
- 자야 바두리
- 카리스마 카푸르

### 조연
- 리틱 로샨
- 아샤 사치데브
- 비크람 살루자
- 이샤 코피카르
- 라비 잔칼
- 쉬바지 사담
- 사비어 마사니
- 자니 레버
- 마노즈 바즈빠이
- 수시미타 센
- 프리드비 주트시
- 자야 바타차리아
- 미디레시 샤투르베디
- 프라미타 카즈미
- 사가르 아리아
- 로히트 라이
- 가우탐 라자디악샤

## 제작진
- 프로듀서: 친투 B. 모하파트라
- 공동제작: 드븐 코트
- 공동제작: 자리나 메타
- 공동제작: 로니 스크류밸라
- 의상: 애슐리 로벨로
- 의상: 나쿨 센
- 의상: 록키 S
- Ass-PD: 산제이 바타차르지
- 대사: 자베드 시디퀴